# لارس فيلد
لارس فيلد (بالألمانية: Lars Feld)‏ هو أستاذ جامعي واقتصادي ألماني، ولد في 9 أغسطس 1966 في ساربروكن في ألمانيا.

## وصلات خارجية
- الموقع الرسمي
- لارس فيلد على موقع مونزينجر (الألمانية)